# Skeptic
Skeptic (en español: Escéptico) es una revista trimestral de educación, promoción y defensa científica, publicada internacionalmente por The Skeptics Society, una organización sin ánimo de lucro dedicada a promover el escepticismo científico y la resistencia a la propagación de la pseudociencia, la superstición, y las creencias irracionales. Fue fundada por Michael Shermer, fundador de The Skeptics Society, y publicada por primera vez en 1992.
Shermer sigue siendo el editor y redactor en jefe de la revista y el Coeditor y director de arte es Pat Linse. Otros miembros destacados de su equipo editorial incluyen al biólogo evolutivo de la Universidad de Oxford Richard Dawkins, el ganador del Premio Pulitzer, el científico Jared Diamond, el mago y escapista convertido a educador James Randi, y el actor, comediante y alumna Julia Sweeney.
La revista tiene una circulación internacional de más de 50.000 suscripciones y está a la venta en EE.UU. y Canadá, así como en Europa, Australia y otros países extranjeros.